# Possession Point

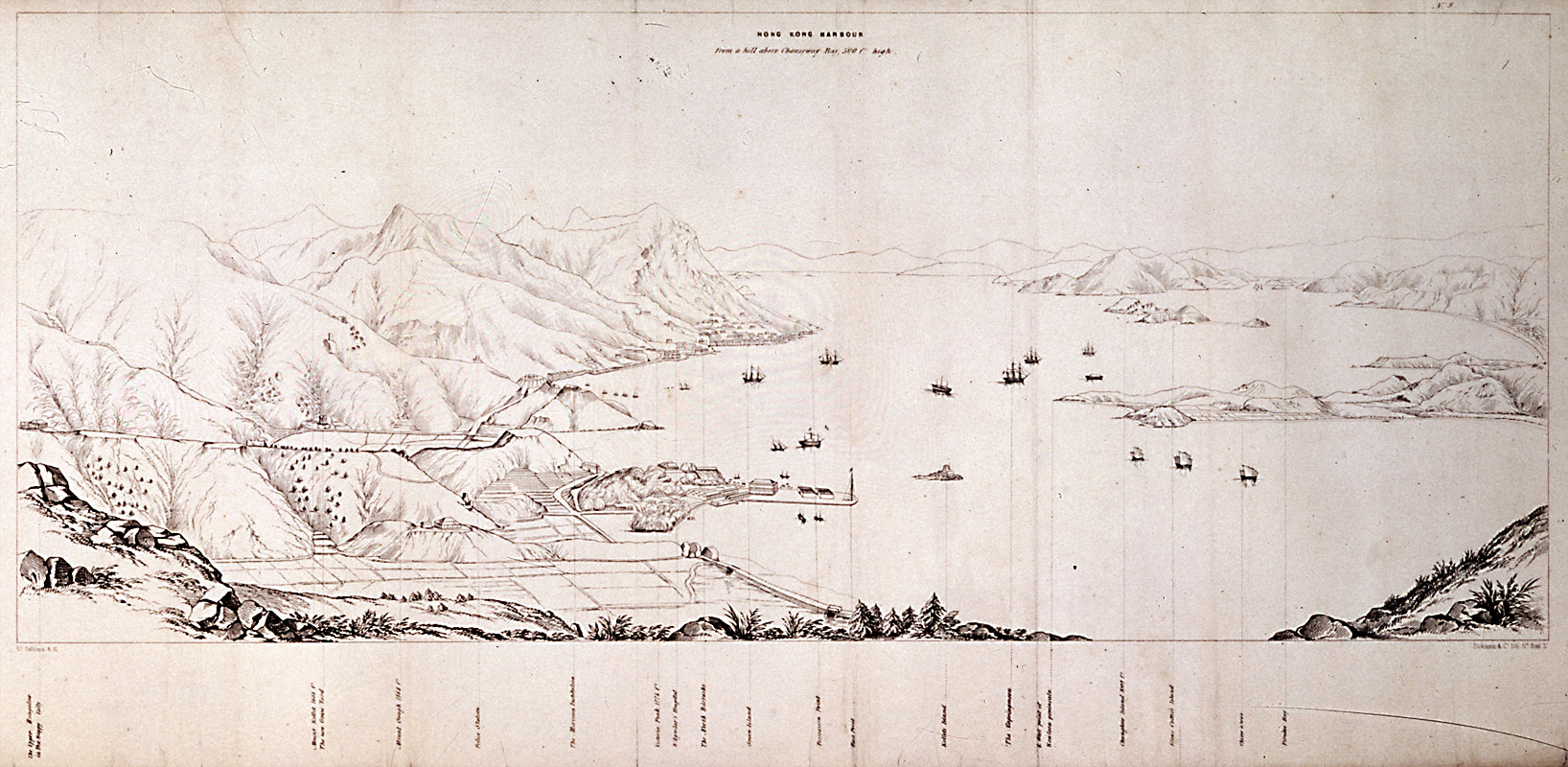
Dessin du port de Hong Kong de 1845. Possession Point est visible au centre avec le drapeau.

Possession Point (水坑口) est un ancien cap de la côte nord-ouest de l'île de Hong Kong qui a une importance historique car il représente l'endroit où les Britanniques débarquèrent pour la première fois en 1841 et prirent officiellement possession de l'île. Le site se trouve aujourd'hui à l'intérieur des terres en raison de la construction de terre-pleins sur la mer.

## Histoire

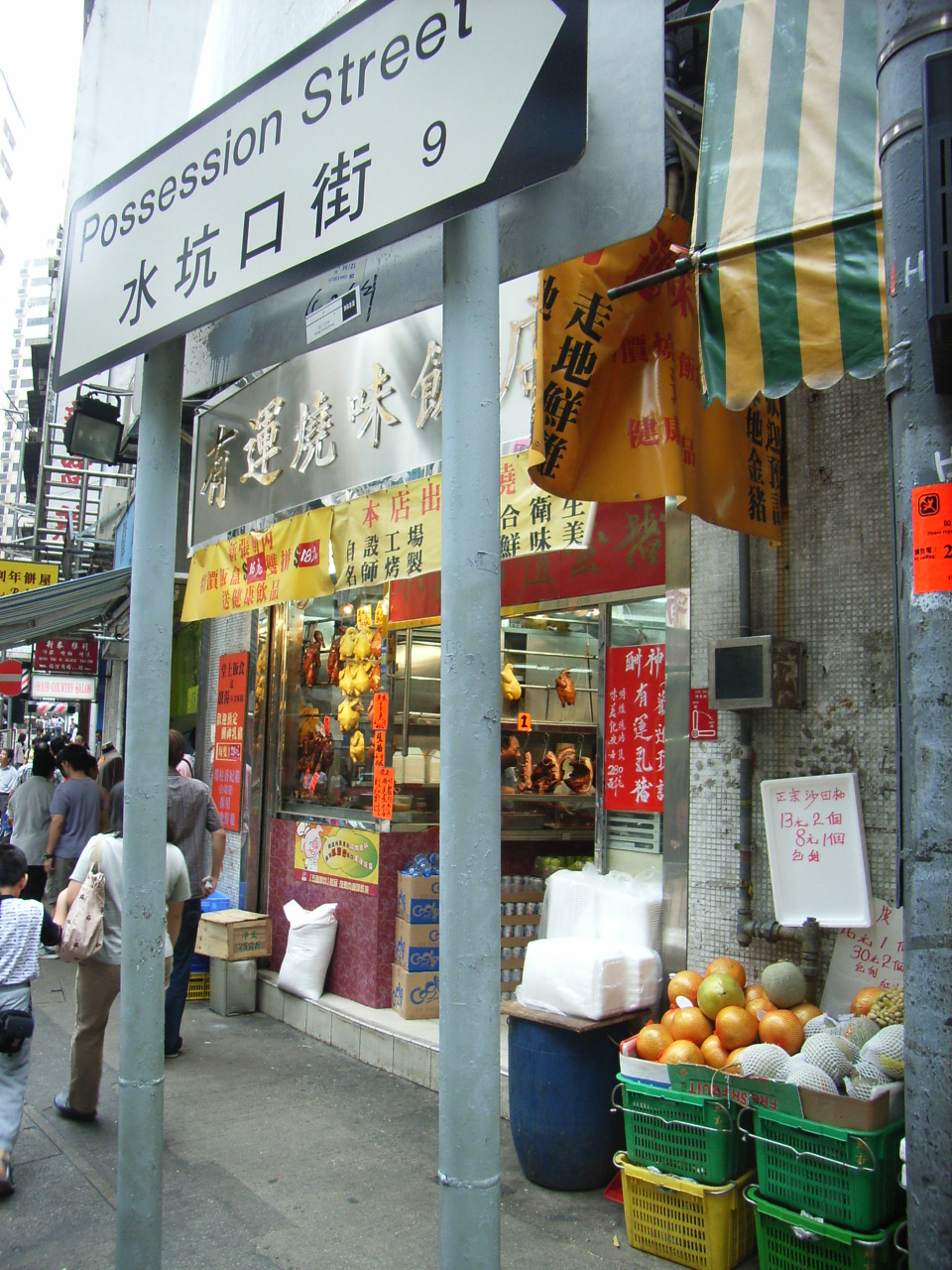
Croisement de et Queen's Road Central.

Le cap est l'endroit où le commodore Gordon Bremer (en), commandant-en-chef des forces britanniques en Chine, prit officiellement possession de Hong Kong le 26 janvier 1841, une date considérée comme la fondation de Hong Kong (en),. 
Le capitaine Edward Belcher, qui effectue des relevés hydrographiques en 1841, écrit : « Nous avons débarqué le lundi 25, 1841, à 8h15, et étant les premiers possesseurs de bonne foi, la santé de Sa Majesté a été saluée de trois acclamations sur le mont Possession ». Accompagné par des officiers de l'escadron naval le jour suivant, Bremer prend officiellement possession, sous un feu de joie (en) des Royal Marines et un salut de 21 coups de canon (en) des navires man'o'war. Le hissage de l'Union Jack a peut-être été effectué soit par William Dowell (en), qui était aspirant pendant la cérémonie, soit par Mohammed Arab, qui servait dans l'infanterie indigène du Bengale (en) ou la 37e infanterie indigène de Madras (en).
La zone, connue sous le nom de Possession Point, était un espace ouvert et utilisé pour les loisirs par les Chinois locaux, qui l'appelaient Tai Tat Tei (大笪地). Elle est développée dans les années 1980 et transformée en un complexe hôtelier et commercial, qui est également le site du terminal de ferry Hong Kong-Macao (en).
Le cap a aujourd'hui disparu du littoral, mais Possession Street (en) et le virage soudain de Queen's Road West (en) révèlent son emplacement d'origine. Sur les cartes des années 1980 et avant, le parc de Hollywood Road est indiqué sous le nom de Possession Point. Cela marque le site d'origine qui, en raison de la construction de terre-pleins, n'est plus situé sur la côte.
Le nom chinois 水坑口 (Shui Hang Hau) signifie « embouchure d'une tranchée d'eau », reflétant l'embouchure d'un ruisseau qui descendait du pic Victoria.